# (39728) 1996 WG
1996 دابليو جي (ويعرف أيضًا باسم (39728) 1996 دابليو جي وفق تسمية الكوكب الصغير) (بالإنجليزية: 1996 WG)‏ هو كويكب ضمن حزام الكويكبات؛ وترتيبه 39728 من حيث الاكتشاف.
اكتُشف هذا الجُرم الفلكي بواسطة Dennis di Cicco ‏ في 17 نوفمبر 1996.

## وصلات خارجية
- (39728) 1996 WG في قاعدة بيانات مختبر الدفع النفاث لأجرام النظام الشمسي الصغيرة

- الاكتشاف · مخطط المدار ·  العناصر المدارية · المعلمات المادية

- (39728) 1996 WG على موقع ويكي سكاي: DSS2, SDSS, GALEX, IRAS, Hydrogen α, X-Ray, Astrophoto, Sky Map, Articles and images